# Snøhetta
Snøhetta (2286 m.o.h.) er et bjerg på Dovrefjell, i Dovre kommune Innlandet fylke i Norge. Det ligger  nær grænsen til Oppdal og til Lesja. Fjeldet ligger i Dovrefjell-Sunndalsfjella nationalpark.
Snøhetta er det højeste fjeld i Norge udenfor Jotunheimen, og det 32. højeste i Norge. Hovedtoppen kan bestiges fra flere sider på omkring  5 timer op og ned, og egner sig derfor godt også for familier med børn. Vesttoppen (2.253 m) kan også bestiges, mens resten af massivet kræver klatring.  DNT-hytterne Reinheim, Snøheim og Åmotdalshytta ligger på hver sin side af fjeldet.

Hovedtoppen (2286 m) ligger længst mod øst og kan nås ved vandring (uden klatring) fra Snøheim i sydøst, fra Reinheim i nordøst eller fra Åmotsdalshytta i nordvest. Det tager omkring 5 timer op og ned og egner sig godt også for familier med børn. Vest for Hovedtoppen ligger Midttoppen (2278 m), der kan nås ved vandring fra hovedtoppen. Fra Midttoppen svinger ryggen mod syd. Den tredje top Hettpiggen (2261 m) kan kun nås ved klatring – lige meget hvilken side, man kommer fra. Den fjerde og sidste top Vesttoppen (2253 m) kræver også klatring, hvis man tager den nordfra som afslutning på en tur over alle toppene, men fra syd (sydøst / sydvest) kan den nås ved vandring (uden klatring).
Ved en uofficiel afstemning (i 2002 (?)) om kåring af et nationalfjeld tabte Snøhetta til Stetind, der ligger ved Tysfjord lidt syd for Narvik. Dovrefjell, hvor Snøhetta er den højeste top, er alligevel et nationalt symbol, og de deputerede ved den grundlovgivende forsamling i Eidsvoll i 1814 erklærede sig "enige og tro til Dovre falder". Inden man fik pålidelige instrumenter til at måle højder på toppe, troede mange, at Snøhetta var Norges højeste fjeld.